# 🚇
🚇 is een teken uit de Unicode-karakterset dat een 
metro voorstelt.   Deze emoji zat al in de Webdings karakterset en is in 2010 toegevoegd aan de Unicode 6.0-standaard, als onderdeel van het Unicode blok transport en kaartsymbolen.

## Betekenis

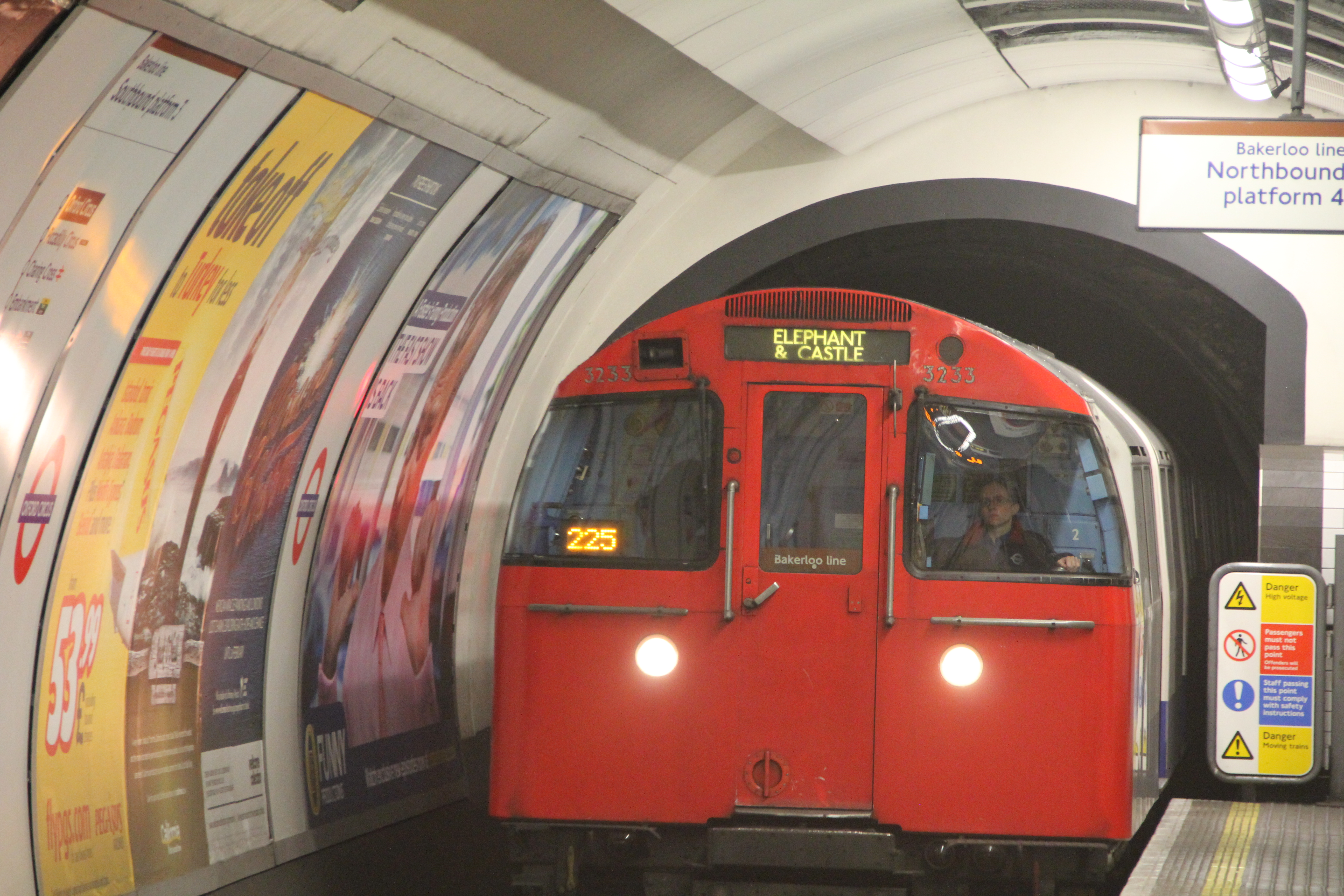
Een metro type 1972 van de metro van Londen komt aan op station Oxford Circus

Deze emoji geeft een metro weer. In de meeste implementaties is dit een vooraanzicht waarbij een metrotrein met tunnel wordt afgebeeld.

## Codering

De Twemoji-implementatie

### Unicode
In Unicode vindt men 🚇 onder het codepunt U+1F687  (hex).

### HTML
In HTML kan men in hex de volgende code gebruiken: &#x1F687;.

### Shortcode
In software die shortcode ondersteunt zoals Slack en GitHub kan het karakter worden opgeroepen met de code :metro:.

### Unicode-annotatie
De Unicode-annotatie voor toepassingen in het Nederlands (bijvoorbeeld een Nederlandstalig smartphonetoetsenbord) is metro. De emoji is ook te vinden met het sleutelwoord ondergrondse. In Afrikaanstalige toepassingen kent men ook het sleutelwoord moltrein.